# 아가리미치역
아가리미치역(일본어: 上道駅)은 일본 돗토리현 사카이미나토시에 위치한 서일본 여객철도 사카이 선의 철도역이다. 단선 승강장 1면 1선의 구조를 갖춘 지상역이다.

## 역 주변
- 사카이미나토 시민 체육관

## 역사
- 1952년 7월 1일 : 사카이 선의 아마리코 역 - 사카이미나토 역 간에 신설 개업.
- 1987년 4월 1일 : 일본국유철도 분할 민영화에 의해, 서일본 여객철도가 승계.

## 인접 역
| 서일본 여객철도 사카이 선 | 서일본 여객철도 사카이 선 | 서일본 여객철도 사카이 선    |
| ------------------------- | ------------------------- | ---------------------------- |
| 아마리코 요나고 방면      | ■ 사카이 선               | 바바사키초 사카이미나토 방면 |